# Superunknown
Superunknown ist das vierte Studioalbum der US-amerikanischen Rockband Soundgarden. Es erschien 1994.

## Entstehung und Veröffentlichung
Die Erstveröffentlichung von Superunknown erfolgte am 8. März 1994 bei A&M Records. Das Album erschien in seiner Originalausführung als CD mit 16 Titeln (Katalognummer: 540 215-2). Am 30. Mai 2014 wurde das Album als „20th Anniversary Edition“ neu in verschiedenen Variationen aufgelegt. Eine CD-Ausführung bestand dabei aus 15 Liedern, wobei der Titel She Likes Surprises entfallen ist. Das Album erschien in diesem Zug auch erstmals als LP (Katalognummer: 060253778981). Drei Tage später erschien auch ein Boxset mit vier CDs und einem Videoalbum (Katalognummer: B0020415-00).
In einem 1994 geführten Interview der Zeitschrift Pulse! erklärte Chris Cornell, dass er auf den Albumtitel gekommen sei, als er den Titel eines Superclown betitelten Videos falsch las.
Geschrieben und produziert wurden die Lieder von den Soundgarden-Mitgliedern Matt Cameron, Chris Cornell, Ben Shepherd und Kim Thayil. Das Komponieren und Texten erfolgte in verschiedenen Zusammensetzung, teilweise wurden auch Titel von Bandmitgliedern alleine verfasst. Die meisten Autorenbeteiligungen entstammen von Leadsänger Cornell, der lediglich bei Half und Head Down nicht als Autor in Erscheinung tritt. Bei der Produktion erhielt die Band Unterstützung von Michael Beinhorn.

## Artwork
Das Frontcover zeigt ist eine verzerrte Fotografie der Bandmitglieder über einem umgedrehten brennenden Wald.

## Titelliste
1. Let Me Drown (Chris Cornell) – 3:51
2. My Wave (Cornell, Kim Thayil) – 5:12
3. Fell on Black Days (Cornell) – 4:42
4. Mailman (Matt Cameron, Cornell) – 4:25
5. Superunknown (Cornell, Thayil) – 5:06
6. Head Down (Ben Shepherd) – 6:08
7. Black Hole Sun (Cornell) – 5:18
8. Spoonman (Cornell) – 4:06
9. Limo Wreck (Cameron, Cornell, Thayil) – 5:47
10. The Day I Tried to Live (Cornell) – 5:19
11. Kickstand (Cornell, Thayil) – 1:34
12. Fresh Tendrils (Cameron, Cornell) – 4:16
13. 4th of July (Cornell) – 5:08
14. Half (Shepherd) – 2:14
15. Like Suicide (Cornell) – 7:01
16. She Likes Surprises a (Cornell) – 3:17

## Singleauskopplungen
- Spoonman (15. Februar 1994; ausgezeichnet mit dem Grammy in der Kategorie Beste Metal-Darbietung)
- The Day I Tried to Live (1994)
- Black Hole Sun (1994; ausgezeichnet mit dem Grammy in der Kategorie Beste Hard-Rock-Darbietung, Video ausgezeichnet mit dem MTV Video Music Award in der Kategorie Best Heavy Metal/Hard Rock Video)
- My Wave (1994)
- Fell on Black Days (1994)

## Rezeption

### Preise
Bei den Grammy Awards 1995 erhielt Superunknown eine Nominierung in der Kategorie Bestes Rock-Album. Die Titel Black Hole Sun und Spoonman wurden je mit einem Grammy ausgezeichnet.

### Bestenlisten
Der Rolling Stone nannte das Album 2003 auf Platz 336 in der Liste der 500 besten Alben aller Zeiten. Es gehört zu den „1001 Albums You Must Hear Before You Die“.

## Kommerzieller Erfolg

### Chartplatzierungen
| ChartsChartplatzierungen       | Höchstplatzierung | Wochen |
| ------------------------------ | ----------------- | ------ |
| Deutschland (GfK)              | 13 (51 Wo.)       | 51     |
| Österreich (Ö3)                | 19 (28 Wo.)       | 28     |
| Schweiz (IFPI)                 | 9 (13 Wo.)        | 13     |
| Vereinigte Staaten (Billboard) | 1 (81 Wo.)        | 81     |
| Vereinigtes Königreich (OCC)   | 4 (39 Wo.)        | 39     |

| ChartsJahrescharts (1994) | Platzierung |
| ------------------------- | ----------- |
| Deutschland (GfK)         | 24          |

### Auszeichnungen für Musikverkäufe
| Land/Region                  | Auszeichnungen für Musikverkäufe (Land/Region, Auszeichnung, Verkäufe) | Verkäufe  |
| ---------------------------- | ---------------------------------------------------------------------- | --------- |
| Australien (ARIA)            | 3× Platin                                                              | 210.000   |
| Italien (FIMI)               | Gold                                                                   | 25.000    |
| Kanada (MC)                  | 3× Platin                                                              | 300.000   |
| Neuseeland (RMNZ)            | 2× Platin                                                              | 30.000    |
| Niederlande (NVPI)           | Gold                                                                   | 50.000    |
| Schweden (IFPI)              | Gold                                                                   | 50.000    |
| Vereinigte Staaten (RIAA)    | 6× Platin                                                              | 6.000.000 |
| Vereinigtes Königreich (BPI) | Platin                                                                 | 300.000   |
| Insgesamt                    | 3× Gold · 15× Platin ·                                                 | 6.965.000 |